# Heo Jeong
Heo Jeong (en hangul, 허정; en hanja, 許政; McCune-Reischauer, Hǒ Chǒng) (8 de abril de 1896 - 18 de septiembre de 1988) fue un político surcoreano que ocupó provisionalmente el cargo de presidente de la República de Corea desde 26 de abril de 1960 hasta su renuncia el 12 de agosto de 1960.